# Gobionine
Gobioninele (Gobioninae), denumiți popular porcușori, este o subfamilie de pești din familia ciprinidelor (Teleostei: Ostariophysi: Cypriniformes), răspândiți în Europa și Asia, cu o distribuție palearctică. Numai două genuri (Gobio și Romanogobio) sunt native în Europa, celelalte genuri sunt concentrate în Asia, mai ales în China, Japonia și Coreea. Unele specii au fost introduse în alte părți: Pseudorasbora parva, originar din Asia de Est, sa răspândit ca o specie dăunătoare invazivă în multe părți din Europa și Eurasia Centrală și a fost găsit chiar și în Africa de Nord.
Peștii din această subfamilie sunt de talie mică sau mijlocie (<200 mm lungime standard), deși speciile din unele genuri (de exemplu Hemibarbus, Sarcocheilichthys), pot crește până la dimensiuni mai mari.
Acești pești sunt predominant dulcicoli, cu câteva specii care intră în ape salmastre. Ei s-au specializat pe o hrană cu nevertebrate acvatice sau vegetație acvatică. Gobioninele duc o viață variată, unii ca Abbottina și Biwia se găsesc în apele tulburi, stagnante sau cu debit scăzut, în timp ce alții, ca Gnathopogon caerulescens sunt pelagici și lacuștri. Însă, cele mai multe gobionine sunt bentonice, trăind pe funduri nisipoase sau pietroase, și prezintă modificări asociate cu stilul lor de viață bentonic (de exemplu gură inferioară cu mustăți, papile pe buze și bărbie, reducerea sau modificarea vezicii înotătoare, înotătoare modificate), iar unele specii sunt găsite în apele repezi. Datorită diversității lor ecologie și de habitat, gobioninele prezintă o gamă largă de forme ale corpului; unii sunt subțiri și alungiți, specializați la o viață reofilă (de exemplu Gobiobotia, Saurogobio), în timp ce alții au corpul înalt asemănător cu al leuciscinelor (de exemplu Gnathopogon, Sarcocheilichthys).
Biologia reproducerii este de asemenea variabilă, cele mai multe gobionine își depun icrele pe vegetația acvatică sau pe fund; unele au icre pelagice (de exemplu Gnathopogon strigatus, Saurogobio dabryi), altele (de exemplu, cele mai multe Sarcocheilichthys spp.) își depun icrele în interiorul midiilor de apa dulce, folosind ovipozitoare specializate. Unele specii prezintă un comportament parental construind cuibul sau păzind icrele (de exemplu Abbottina rivularis, Pseudorasbora parva).

## Sistematica
Subfamilia cuprinde 28-29 genuri, cu aproximativ 200 de specii.
- Abbottina
- Belligobio
- Biwia
- Coreius
- Coreoleuciscus
- Gnathopogon
- Gobio  (include Acanthogobio)
- Gobiobotia
- Gobiocypris
- Hemibarbus
- Huigobio
- Ladislavia
- Mesogobio
- Microphysogobio (include Rostrogobio)
- Paracanthobrama
- Paraleucogobio
- Parasqualidus
- Platysmacheilus
- Pseudogobio
- Pseudopungtungia
- Pseudorasbora
- Pungtungia
- Rhinogobio
- Romanogobio
- Sarcocheilichthys
- Saurogobio
- Squalidus
- Xenophysogobio